# Língua akhvakh
A língua akhvakh (ou akhwakh) é uma língua norte caucasiana, do ramo das avar-andicas. É falada por 6500 pessoas e tem três dialetos: kaxib, akhvakh do norte, akhvakh do sul (podendo ser este subdividido ainda nos subdialetos tlyanub e tsegob), os quais não são mutuamente inteligíveis e talvez pudessem ser considerados com línguas separadas.
Entre um a dois milhares dos falantes vivem na vila Akhvakh-Dere, no distrito de Zaqatala no Azerbaijão, falando uma forma de akhvakh mais similar ao dialeto do Norte.
Akhvakh não tem uma forma padrão para escrita, embora use o alfabeto cirílico na forma da língua russa, ampliada com cerca de 20 combinações adicionais de letras. Não é ensinada em escolas, sendo seu uso quase que restrito aos lares, sendo o russo e o avar usados nas outras ocasiões na forma escrita ou falada.
Desde os anos 40 (séc. XX) tem havido um bom número de estudos linguísticos e alguns textos foram publicados, com estórias publicadas em 1949.

## Vogais

### Consoantes
|                  |                  | Labial | Dental  | Dental   | Alveolar | Alveolar | Alveolar | Alveolar | Palatal | Velar   | Velar    | Uvular | Uvular | Epi- glotal | Glotal |
| central          | central          | Labial | Dental  | Dental   | lateral  | lateral  |          |          | Palatal | Velar   | Velar    | Uvular | Uvular | Epi- glotal | Glotal |
| "lenis"          | "fortis"         | Labial | "lenis" | "fortis" | "lenis"  | "fortis" | "lenis"  | "fortis" | Palatal | "lenis" | "fortis" |        |        | Epi- glotal | Glotal |
| ---------------- | ---------------- | ------ | ------- | -------- | -------- | -------- | -------- | -------- | ------- | ------- | -------- | ------ | ------ | ----------- | ------ |
| Nasal            | Nasal            | m      | n       |          |          |          |          |          |         |         |          |        |        |             |        |
| Plosive          | Sonora           | b      | d       |          |          |          |          |          |         | ɡ       |          |        |        |             |        |
| Plosive          | Surda (suave)    | p      | t       |          |          |          |          |          |         | k       | kː       |        |        |             | ʔ      |
| Plosive          | Ejetiva          | pʼ     | tʼ      |          |          |          |          |          |         | kʼ      | kːʼ      |        |        |             |        |
| Africada         | Sonora           |        |         |          | d͡ʒ       |          |          |          |         |         |          |        |        |             |        |
| Africada         | Surda (suave)    |        | t͡s      | t͡sː      | t͡ʃ       | t͡ʃː      | t͡ɬ       | t͡ɬː      |         |         |          | q͡χ     | q͡χː    |             |        |
| Africada         | Ejetiva          |        | t͡sʼ     | t͡sːʼ     | t͡ʃʼ      | t͡ʃːʼ     | t͡ɬː      | t͡ɬːʼ     |         |         |          | q͡χʼ    | q͡χːʼ   |             |        |
| Fricativa        | Surda (suave)    |        | s       | sː       | ʃ        | ʃː       | ɬ        | ɬː       | ç       | x       | xː       |        |        | ʜ           | h      |
| Fricativa        | Sonora           | v      | z       |          | ʒ        |          |          |          |         | ɣ       |          |        |        | ʢ           |        |
| Vibrante "Trill" | Vibrante "Trill" |        |         |          | r        |          |          |          |         |         |          |        |        |             |        |
| Aproximante      | Aproximante      |        |         |          |          |          | l        |          | j       |         |          |        |        |             |        |

- Notar que os nomes das fontes das séries de epiglotais e "faringeais" estão apresentadas de forma indiscriminada nas tabelas, mesmo quando incluem plosivas. Assim claramente não são verdadeiras faringeais.

## Leituras adicionais
- Wixman, Ronald. The Peoples of the USSR: An Ethnographic Handbook. (Armonk, New York: M. E. Sharpe, Inc, 1984) p. 8
- Olson, James S., An Ethnohistorical Dictionary of the Russian and Soviet Empires. (Westport: Greenwood Press, 1994) p. 25-26
- Магомедбекова З. М. Ахвахский язык: Грамматический анализ, тексты, словарь. Тб., 1967
- Богуславская О. Ю. Ахвахский язык // Языки Российской федерации и соседних государств. Т. 1. М., 1997